# کوکین آن ثری برنرز
کوکین آن ثری برنرز (انگلیسی: Cookin' on 3 Burners) یک گروه موسیقی است. این گروه از سال ۱۹۹۷ میلادی تاکنون مشغول فعالیت بوده‌است. معروفترین کار این گروه ترانه این دختر به همراهی کونگز است که در سال ۲۰۱۶ منتشر شد و در چارت بریتانیا به رتبه ۲ دست یافت.